# フルーツバスケット (遊び)
フルーツバスケット（英: Fruit Basket Turnover）とは、椅子取りゲームの一種である、子供の遊び。中島海編『遊戯大事典』では日本語訳により「果物籠」という名称で解説されている。

## 基本ルール
1. 鬼役を一人決め、他の者は鬼を取り囲むように内側を向き円状に座る（椅子にかけて行うこともある[1]）。
2. 座っている参加者には一人ずつ果物の名前が割り当てられる[1]（リンゴ、みかん、ぶどうなど）。
チームわけをする要領で果物の名前を割り当てておく場合もある。
3. 鬼役が特定の果物の名前を呼ぶと、その果物の名前がついている人は席を交換しなければならない[1]。
一人ずつ別々の果物の名前をあてる方式の場合には、鬼役は2つの果物の名前を続けて呼ぶことになる[1]。チームわけをする要領で果物の名前を割り当てる方式の場合には1つでよいことになる。また、鬼が「フルーツバスケット!」と言った場合には全員が席を交換しなくてはならないとするルールもある。
4. 鬼役はこの席の交換の機会に開いている席を取ろうとする[1]。鬼役が席に座ることができた場合には、座れなかった者が新たに鬼役となる。
5. 隣の席に移動するのは禁止。
6. 該当しているのに移動しなかった場合は鬼役になる。

## ルールのアレンジ例
呼ぶべき名前をあらかじめ決めず、「黒い靴下をはいている人」「眼鏡をかけている人」「苗字が『さ』で始まる人」などと人の特徴で呼ばせる遊び（「なんでもバスケット」や「大嵐」などの呼称がある）もある。
この場合は該当者が一人しかいなかった場合は無効となる。
また、チームごとに得点を設定し、鬼が出たチームから得点を引いていき勝敗を決める遊びもある。